# Lausitzische Dialekte

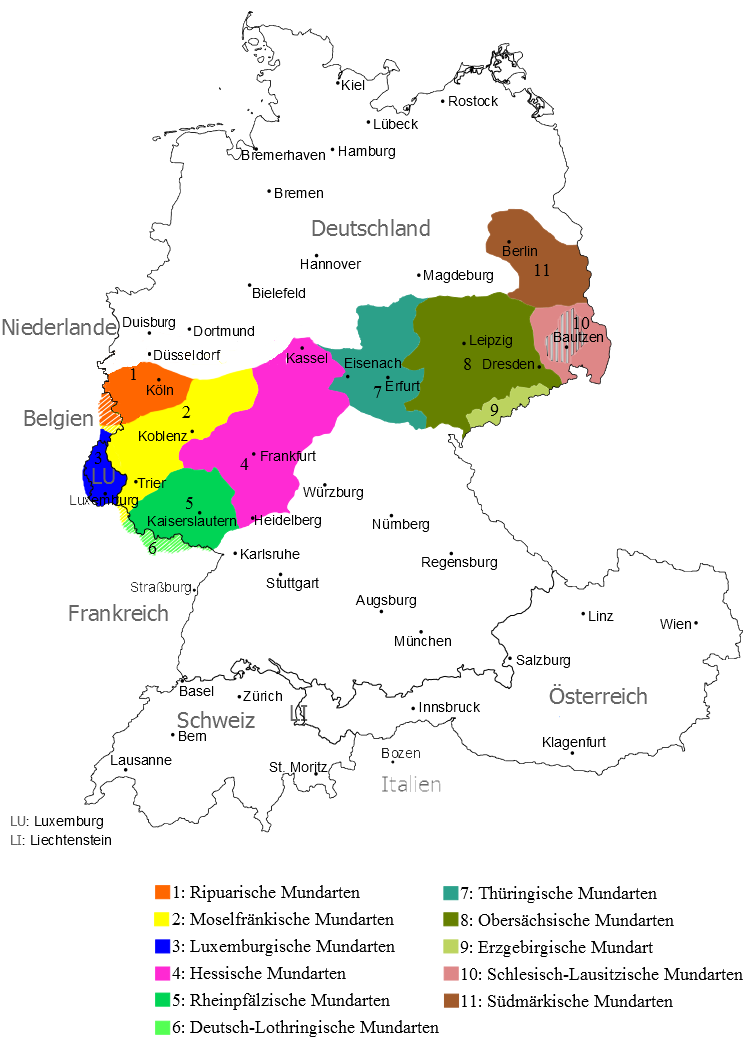
Mitteldeutscher Sprachraum, Schlesisch-Lausitzische Mundarten mit 10 gekennzeichnet

Die Lausitzer Dialekte gehören zum Ostmitteldeutschen. Sie werden in der Lausitz im Osten Sachsens und im Süden Brandenburgs gesprochen und sind mit den angrenzenden Dialekten des Obersächsischen sowie dem Schlesischen verwandt. Wegen der größeren Nähe zum Schlesischen wird gelegentlich auch die Bezeichnung Lausitz-Schlesisch gebraucht.

## Dialekte bzw. Mundarten des Lausitzischen
Das „Linguasphere Register“ (Ausgabe 1999/2000, Seite 433) bezeichnet unter Ostmitteldeutsch fünf Sprachformen als lausitzische Dialekte:
- Niederlausitzer Mundart (Brandenburg: Cottbus, Spreewald und Nachbarregionen, Sachsen: Hoyerswerda-Weißwasser/Oberlausitz)
- Oberlausitzer Mundart (Sachsen entlang des Grenzgebiets zur Tschechischen Republik zwischen Steinigtwolmsdorf und Zittau, sowie Nachbarregionen)
- Ostlausitzer Mundart (Sachsen rund um Görlitz und Nachbarregionen)
- Westlausitzer Mundart (Sachsen rund um Bischofswerda und Kamenz)
- Neulausitzisch (sorbischer Sprachraum: Sachsen rund um Bautzen)

Neulausitzisch ist kein Dialekt, sondern ein Regiolekt.
In der Realität findet sich eine allmähliche Verschmelzung bzw. ein Übergang der Sprachgebiete. Eine strenge Abgrenzung ist kaum möglich.
Bis 1945 setzten sich das ostlausitzische Dialektgebiet nach Osten bis Niederschlesien, heute Polen, fort. Das Oberlausitzische wurde im Süden bis nach Nordböhmen und das Elbtal bei Děčín (Tetschen), heute Tschechische Republik, gesprochen.

## Aussprache
Charakteristisch für den Dialekt des Oberlausitzer Berglandes ist das retroflexe („amerikanische“) „R“ [⁠ɻ⁠], das vor der Flucht und Ausweisung zwischen 1945 und 1950 auch in den angrenzenden Teilen Schlesiens weit verbreitet war.